# Segona guerra anglo-afganesa
La Segona guerra anglo-afganesa (1878-1880) va ser un conflicte armat entre l'Afganistan i la Gran Bretanya que tenia l'objectiu de refermar la influència britànica a la zona en detriment de Rússia.
El 1877 una missió militar russa va arribar a l'Afganistan i va signar un tractat amb l'emir Shir Ali. Al mateix temps una missió britànica no fou rebuda i els britànics van llençar un ultimàtum que no fou contestat i el 21 de novembre de 1878 van despatxar tropes iniciant la guerra.
Al cap de cinc mesos Shir Ali havia mort i el seu fill i successor Muhammad Yakub Khan el va succeir, però no va rebre ajut de Rússia i finalment en el tractat de Gandamak de maig de 1879, Yakub va acceptar el control britànic de les seves relacions exteriors, l'establiment d'un enviat britànic a Kabul, el control britànic dels passos de muntanya i un subsidi de 60.000 rúpies.
L'enviat britànic Louis Cavagnari es va establir a Kabul però el setembre de 1879 la missió britànica fou massacrada. Els britànics van reactivar les seves tres columnes militars, i al cap de sis setmanes van ocupar Kabul i van deposar Yakub. Abd al-Rahman Khan, net de Dost Muhammad, fou cridat al tron. Yakub va abdicar el gener de 1880 i Abd al-Rahman va ser proclamat.
Les forces britàniques mentre s'havien d'enfrontar a Ayyub Khan fill de Shir Ali i cosí d'Abd al-Rahman que van derrotar els britànics a Maywand el juliol. Després de la famosa marxa forçada de Kabul a Kandahar, les forces britàniques van sorprendre a les d'Ayyub Khan i les van derrotar.
La primavera següent (1881) els britànics es van retirar de l'Afganistan.